# Фалговски, Кейтлин
Кейтлин Фалговски (в замужестве — Джинолфи) (англ. Katelyn Falgowski (Ginolfi), 23 октября 1988, Уилмингтон, Делавэр, США) — американская хоккеистка (хоккей на траве), полузащитник и нападающий. Участница летних Олимпийских игр 2008, 2012 и 2016 годов, бронзовый призёр Панамериканского чемпионата 2017 года, двукратная чемпионка Панамериканских игр 2011 и 2015 годов, серебряный призёр Панамериканских игр 2007 года.

## Биография
Кейтлин Фалговски родилась 23 октября 1988 года в американском городе Уилмингтон в штате Делавэр.
В 2008 году окончила среднюю школу Сейнт-Маркс, в 2011 году — университет Северной Каролины.
Играла в хоккей на траве за «Страйкерз».
В 2003 году в 14-летнем возрасте дебютировала в сборной США среди юниорок до 20 лет.
В 2008 году вошла в состав женской сборной США по хоккею на траве на летних Олимпийских играх в Лондоне, занявшей 8-е место. Играла на позиции полузащитника, провела 6 матчей, мячей не забивала.
В 2012 году вошла в состав женской сборной США по хоккею на траве на летних Олимпийских играх в Лондоне, занявшей 12-е место. Играла на позиции полузащитника, провела 6 матчей, мячей не забивала.
В 2016 году вошла в состав женской сборной США по хоккею на траве на летних Олимпийских играх в Рио-де-Жанейро, занявшей 5-е место. Играла на позиции полузащитника, провела 6 матчей, забила 1 мяч в ворота сборной Германии.
В том же году завоевала бронзовую медаль Трофея чемпионов.
В 2017 году стала бронзовым призёром Панамериканского чемпионата.
Дважды выигрывала золотые медали хоккейных турниров Панамериканских игр — в 2011 году в Гвадалахаре и в 2015 году в Торонто. Кроме того, завоевала серебро в 2007 году в Рио-де-Жанейро.
В 2018 году завершила карьеру в сборной, проведя 261 матч.

## Семья
Родители — Кен и Синди Фалговски.
Муж Джон Гинолфи играл за сборную США по хоккею на траве. Поженились 6 мая 2017 года.